# フレデリク・セペダ
フレデリク・セペダ・クルス（Frederich Cepeda Cruz, 1980年4月8日 - ）は、キューバ共和国サンクティ・スピリトゥス州サンクティ・スピリトゥス出身の野球選手（外野手）。右投両打。キューバ国内リーグ・セリエ・ナシオナル・デ・ベイスボルのガジョス・デ・サンクティ・スピリトゥスに所属。

## 経歴

### 少年時代
1991年、11歳の時に日本で行われた世界少年野球大会に参加。ハンク・アーロン、王貞治と記念写真を撮っている。何がなんだかよくわからず写真をとったものの、キューバに戻ってから写真を見せた家族、友人にうらやましがられ、価値を知り、少年時代の大切な宝物となり、大人になってもずっととっておいているという。キューバ代表であるが、キューバ代表に多いマニュエル・ファハルド国立体育大学卒業ではなく、 ホセ・マルティ大学体育学部を卒業している。

### キューバ国外移籍解禁前
1997年からキューバ国内リーグのガジョス・デ・サンクティ・スピリトゥスに所属している。
2002年に、第15回IBAFインターコンチネンタルカップのキューバ代表に選出された。この大会で、キューバは優勝した。
2004年8月に、アテネオリンピックにおける野球競技のキューバ代表に選出された。この大会では、優勝し金メダルを獲得した。
2006年3月に、この年から開催される事となったワールド・ベースボール・クラシック(WBC)のキューバ代表に選出された。この大会では、打率.385、2本塁打、8打点を記録した。
2008年8月に、2008年北京オリンピックの野球競技のキューバ代表に選出され2大会連続2度目の選出となった。この大会では、銀メダルを獲得した。
2009年3月に、第2回WBCのキューバ代表に選出され 2大会連続2度目の選出となった。この大会では、打率5割、3本塁打、10打点でいずれもチームトップ。首位打者、ベストナインに選出された。同年には彼の活躍を祝って政府がサンクティ・スピリトゥスに家を建ててくれたという。その家はキューバ出身のタレントSHEILAによると、「豪邸」 とのこと。
2012年11月6日に、「侍ジャパンマッチ2012「日本代表 VS キューバ代表」」のキューバ代表が発表され 代表入りした。同日、台湾で行われたサンダーシリーズのため来台した。サンダーシリーズ終了後の、14日に来日した。
2013年3月に、第3回WBCのキューバ代表に選出され 3大会連続3度目の選出となった。この大会では、四番打者を務めた。

### 巨人時代
2014年4月19日に読売ジャイアンツがセペダの入団についてキューバ野球連盟およびセペダ本人と合意したと発表した。1年契約で契約金は5000万円、年俸1億5000万円。背番号は「23」。キューバ政府が現役選手にNPB移籍を容認した第1号選手となった。5月12日に来日し入団会見を行った。日本に行く前に受けたインタビューでは、「日本に行くのは金のためではない。最高のプレイヤーになりたい。」「キューバ代表での名誉は金では得られない」「私は金で動く選手ではない」と執拗につづく「金目当てではないか」との質問を一蹴している。5月15日の対東京ヤクルトスワローズ戦（東京ドーム）で、いきなり「4番・左翼手」で初出場。初打席は初回2死1塁の場面で二ゴロに終わったが、3回の第2打席で初安打初打点となる適時打を記録した。しかし、これ以降は他のキューバからの日本移籍選手とは違い不振に苦しみ、8月22日の中日戦での打席でスイングをした際に右肘の違和感を感じ翌日出場選手登録を抹消された。レギュラーシーズンで復帰することはなくこの年は52試合で打率.194、6本塁打という成績に終わった。CSファイナルシリーズで復帰を果たしたが、初戦で4点ビハインドの7回に阿部慎之助がソロ本塁打を打ち、それから3連打で無死満塁の好機となり片岡治大の代打で登場するも併殺打に終わり反撃ムードに水を差した。第3戦でも8回2死1.2塁のチャンスに代打で出るもレフトフライに倒れた。第4戦では9回に代打で登場し、抑えの呉昇桓から本塁打を放った。これでCSでは3打数1安打1HRで打率.333を記録したものの、この本塁打は6点リードされた場面であったため試合を動かすまでに至らずチームは敗退した。12月24日、背番号がホセ・ロペスが着用していた「5」に変更された事が発表された。キューバ国内リーグでは、前期はガジョス・デ・サンクティ・スピリトゥス、後期はカサドレス・デ・アルテミサの一員として活躍した。
2015年2月に行われた、カリビアンシリーズではベゲーロス・デ・ピナール・デル・リオの助っ人として参加し、MVPを受賞した。このため2月19日になって来日したが、3月25日に、開幕を1軍で迎える事となった。しかし、開幕から25打席無安打と打撃不振で 4月20日に登録抹消された。その後、6月12日に昇格するも、千葉ロッテマリーンズ戦で内野ゴロで何とか初打点をマークしただけで、その後再び抹消された。7月にはパンアメリカン競技大会にキューバ代表で出場。NPBレギュラーシーズンでは最終的に巨人史上初の打率0割でシーズンを終え、12月2日に自由契約となったことが公示された。

### 巨人退団後
巨人退団後はフレディ・アルバレスやミゲル・ラエラと共に2015年-2016年のコロンビア・ウィンターリーグに派遣されることが発表された。しかし右膝の半月板故障が判明して手術を受け、さらに右肘の靱帯断裂も判明しトミー・ジョン手術も受け、コロンビアでは2試合の出場に終わった。
2016年-2017年シーズンから国内リーグに復帰。2018年8月からメキシカンリーグのティフアナ・ブルズに派遣された。
2019年-2020年シーズンには、国内リーグ史上10人目となる通算300本塁打を達成。

## プレースタイル
特有の柔らかさとパワーを兼ね備えたスイッチヒッター。2009年の第2回WBCでの打撃は大リーグのスカウトの注目を集め、誕生日が近いマーク・テシェイラと同等との評価を与えるスカウトもいた。
選球眼に定評があり非常に四球が多く、来日直前のシーズンではシーズン80安打に対し100四球を記録。打率は.292に対し出塁率はリーグトップの.484を記録した。来日後の2014年もシーズン打率は.194と低調であったが、出塁率は.333とチームメイトの村田修一や片岡治大を上回った。翌2015年シーズンも21打数ノーヒットながら出塁率は.250を残している。
キューバ時代は通算5054打席で531三振と三振が少ない打者であったが、日本では変化球攻めに苦しみ、160打席で44三振を記録した。
キューバ国内リーグでは指名打者としての出場が多かった が、巨人では左翼手として起用する構想となった。真面目な姿勢はあるが守備力は高くない。
本来は右利きだが、6歳のときに父親の指導で両打ちの練習を始めた。
2014年オフに母国に帰国した際に、巨人の選手から野球道具を母国の選手にプレゼントしている。
日本球界時代は二軍落ちを喫した後も真面目に練習をこなし、私生活も庶民的で自炊を好んだことから、人間性は高く評価された。

## 詳細情報

### 年度別打撃成績 （2000-01年以降）
| 年 度     | 球 団     | 試 合 | 打 席 | 打 数 | 得 点 | 安 打 | 二 塁 打 | 三 塁 打 | 本 塁 打 | 塁 打 | 打 点 | 盗 塁 | 盗 塁 死 | 犠 打 | 犠 飛 | 四 球 | 敬 遠 | 死 球 | 三 振 | 併 殺 打 | 打 率 | 出 塁 率 | 長 打 率 | O P S |
| --------- | --------- | ----- | ----- | ----- | ----- | ----- | -------- | -------- | -------- | ----- | ----- | ----- | -------- | ----- | ----- | ----- | ----- | ----- | ----- | -------- | ----- | -------- | -------- | ----- |
| 2000-2001 | SSP       | 90    | 387   | 291   | 55    | 87    | 15       | 2        | 16       | 154   | 54    | 3     | 2        | 0     | 4     | 86    | 9     | 6     | 53    | 7        | .299  | .463     | .529     | .992  |
| 2001-2002 | SSP       | 90    | 389   | 315   | 57    | 119   | 24       | 4        | 10       | 181   | 54    | 7     | 5        | 2     | 2     | 68    | 6     | 2     | 37    | 7        | .378  | .488     | .575     | 1.063 |
| 2002-2003 | SSP       | 90    | 411   | 311   | 75    | 108   | 18       | 1        | 20       | 188   | 62    | 0     | 3        | 0     | 7     | 90    | 15    | 3     | 42    | 11       | .347  | .489     | .605     | 1.094 |
| 2003-2004 | SSP       | 71    | 313   | 251   | 49    | 80    | 13       | 6        | 16       | 153   | 60    | 0     | 0        | 0     | 1     | 55    | 6     | 6     | 37    | 4        | .319  | .450     | .610     | 1.060 |
| 2004-2005 | SSP       | 90    | 412   | 310   | 76    | 109   | 18       | 3        | 13       | 172   | 55    | 3     | 5        | 0     | 3     | 93    | 6     | 6     | 53    | 14       | .352  | .505     | .555     | 1.060 |
| 2005-2006 | SSP       | 84    | 379   | 272   | 76    | 87    | 19       | 2        | 14       | 152   | 58    | 1     | 1        | 0     | 0     | 101   | 11    | 6     | 34    | 4        | .320  | .512     | .559     | 1.071 |
| 2006-2007 | SSP       | 83    | 363   | 273   | 48    | 92    | 10       | 4        | 5        | 125   | 41    | 0     | 2        | 0     | 1     | 86    | 23    | 3     | 27    | 8        | .337  | .499     | .458     | .956  |
| 2007-2008 | SSP       | 82    | 374   | 276   | 62    | 92    | 15       | 2        | 16       | 159   | 59    | 6     | 5        | 0     | 2     | 93    | 15    | 3     | 42    | 10       | .333  | .503     | .576     | 1.079 |
| 2008-2009 | SSP       | 87    | 388   | 296   | 79    | 100   | 21       | 4        | 11       | 162   | 57    | 1     | 0        | 0     | 2     | 84    | 6     | 6     | 40    | 11       | .338  | .490     | .547     | 1.037 |
| 2009-2010 | SSP       | 83    | 376   | 290   | 74    | 100   | 23       | 1        | 24       | 197   | 82    | 0     | 1        | 0     | 3     | 78    | 8     | 5     | 42    | 6        | .345  | .487     | .679     | 1.166 |
| 2010-2011 | SSP       | 83    | 388   | 305   | 84    | 121   | 25       | 3        | 28       | 236   | 81    | 0     | 1        | 0     | 3     | 77    | 9     | 3     | 36    | 10       | .397  | .518     | .774     | 1.292 |
| 2011-2012 | SSP       | 64    | 296   | 232   | 52    | 70    | 10       | 3        | 10       | 116   | 54    | 1     | 1        | 0     | 0     | 59    | 7     | 5     | 22    | 6        | .302  | .453     | .500     | .953  |
| 2012-2013 | SSP       | 44    | 200   | 152   | 30    | 55    | 9        | 4        | 7        | 93    | 32    | 0     | 0        | 0     | 2     | 46    | -     | 0     | 22    | 4        | .362  | .505     | .612     | 1.117 |
| 2013-2014 | SSP       | 85    | 378   | 274   | 49    | 80    | 26       | 1        | 13       | 147   | 40    | 2     | 0        | 0     | 1     | 100   | -     | 3     | 44    | 12       | .292  | .484     | .536     | 1.021 |
| 2014      | 巨人      | 52    | 132   | 108   | 11    | 21    | 3        | 0        | 6        | 42    | 18    | 0     | 0        | 0     | 1     | 23    | 0     | 0     | 38    | 4        | .194  | .333     | .389     | .722  |
| 2015      | 巨人      | 20    | 28    | 21    | 1     | 0     | 0        | 0        | 0        | 0     | 1     | 0     | 0        | 0     | 0     | 7     | 0     | 0     | 6     | 1        | .000  | .250     | .000     | .250  |
| CNS：14年 | CNS：14年 | 1062  | 5054  | 3848  | 866   | 1300  | 246      | 40       | 203      | 2235  | 789   | 24    | 26       | 2     | 31    | 1116  | -     | 57    | 531   | 114      | .338  | .490     | .581     | 1.071 |
| NPB：2年  | NPB：2年  | 72    | 160   | 129   | 12    | 21    | 3        | 0        | 6        | 42    | 19    | 0     | 0        | 0     | 1     | 30    | 0     | 0     | 44    | 5        | .163  | .319     | .326     | .644  |

- 2015年度シーズン終了時
- 各年度の太字はリーグ最高
- キューバで通常用いられる個人通算成績は、プレーオフや選抜リーグなども合算するため、この表の合計とは一致しない。

### 背番号

#### 日本球界
- 23 （2014年）
- 5 （2015年）

### 代表歴
- 2002 IBAFインターコンチネンタルカップ キューバ代表
- 2004年アテネオリンピックの野球競技・キューバ代表
- 2006 ワールド・ベースボール・クラシック・キューバ代表
- 2008年北京オリンピックの野球競技・キューバ代表
- 2009 ワールド・ベースボール・クラシック・キューバ代表
- 2013 ワールド・ベースボール・クラシック・キューバ代表
- 2014年中央アメリカ・カリブ海競技大会野球キューバ代表
- 2015年パンアメリカン競技大会男子野球キューバ代表
- 2017 ワールド・ベースボール・クラシック・キューバ代表